# Elephantomyia (Elephantomyia) juquiensis
Elephantomyia (Elephantomyia) juquiensis is een tweevleugelige uit de familie steltmuggen (Limoniidae). De soort komt voor in het Neotropisch gebied.